# Kryštof Řecký a Dánský
Kryštof Řecký a Dánský (10. srpna 1888, Pavlovsk – 21. ledna 1940, Athény) byl řeckým a dánským princem, pátým a nejmladším synem Jiřího I. Řeckého a Olgy Konstantinovny Romanovové.

## Původ a rodina
Kryštof se narodil ve městě Pavlovsk v Ruském impériu jako nejmladší potomek krále Jiřího I. Řeckého a královny Olgy, rozené ruské velkokněžny. Měl sedm starších sourozenců, nejstarší bratr Konstantin byl o dvacet let starší, než on. Rodina mu říkala "Christo". Jeho bratry byli budoucí řecký král Konstantin, princové Jiří, Mikuláš a Ondřej.
Kryštof byl, stejně jako jeho sourozenci, polyglot, mluvil řecky, anglicky, dánsky, rusky, francouzsky a italsky. Sourozenci se mezi sebou dorozumívali řecky, s rodiči anglicky. Spolu však rodiče mluvili německy.
Řecká královská rodina udržovala blízké vztahy s dánskou královskou rodinou, ke které oficiálně náležela. Řecká královská linie byla vedlejší větví šlesvicko-holštýnsko-sonderbursko-glücksburké dynastie, která usedla v roce 1863 na dánský trůn.

## Raná dospělost
Když Kryštof dospěl, připojil se k řeckému námořnictvu, i když by podle všeho raději studoval hru na klavír. Jako mladému muži mu byly zřejmě nabídnuty tři různé trůny - trůn Portugalska, Litvy a Albánie - všechny však odmítl, protože se nechtě stresovat královskými povinnostmi.
Kolem roku 1910 byl krátce zasnouben s princeznou Alexandrou, 2. vévodkyní z Fife (Alexandřina matka Luisa, vévodkyně z Fife, byla dcerou britského krále Eduarda VII. a Alexandry Dánské, která byla starší sestrou Jiřího I. Řeckého, Kryštofova otce). Zasnoubení bylo ukončeno, když se nesouhlasící rodiče o plánovaném spojení dozvěděli.

## První manželství

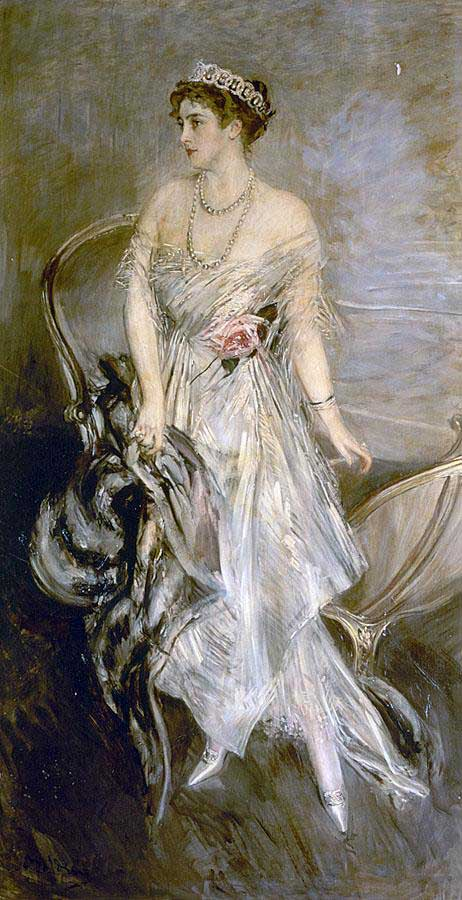
Princezna Anastázie Řecká a Dánská, původně Nancy Leedsová, obraz od Giovanniho Boldiniho

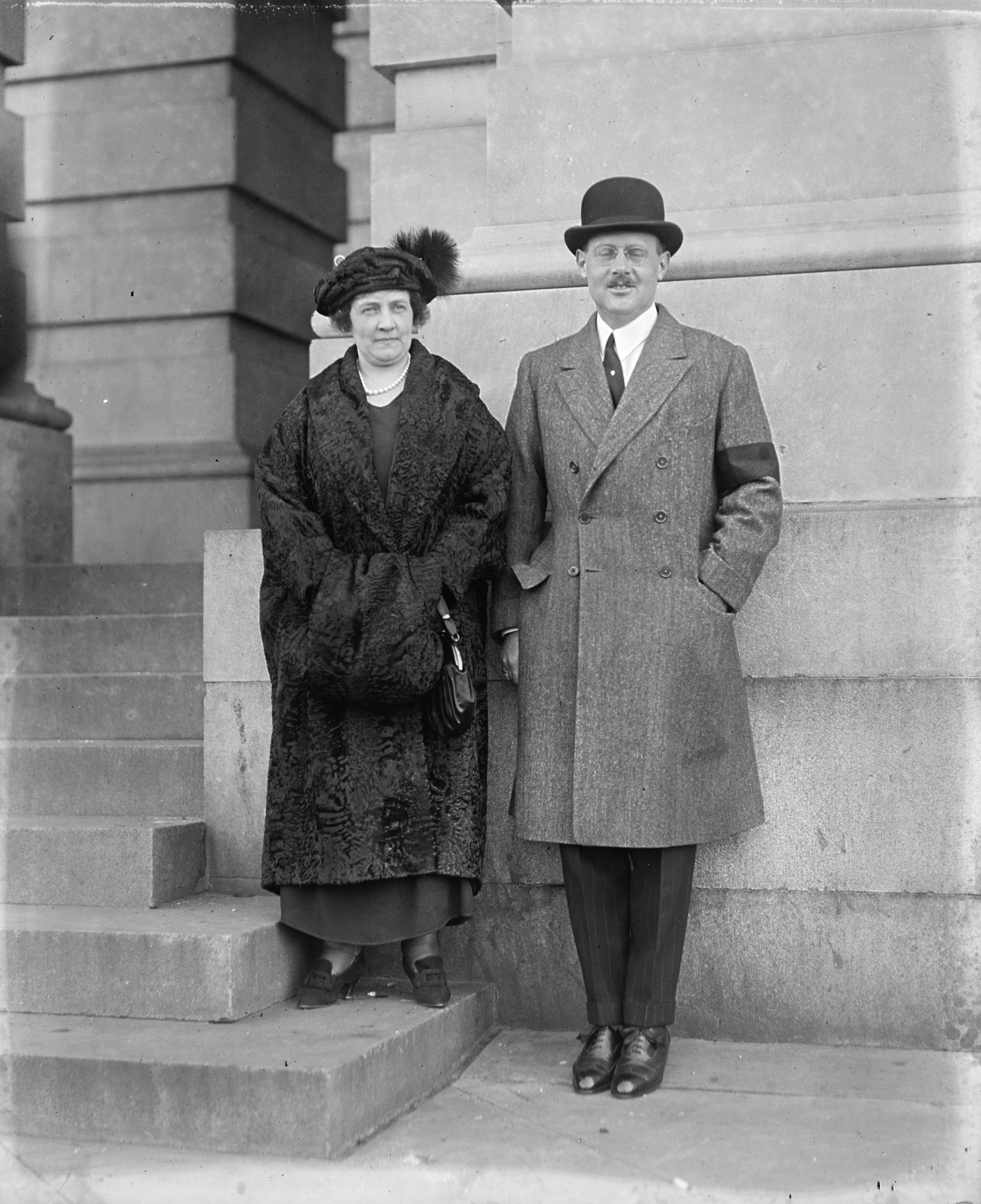
Princ Kryštof Řecký a Dánský a jeho první manželka Anastázie

1. ledna 1920 se jednatřicetiletý Kryštof ve švýcarském Vevey oženil s velmi bohatou americkou vdovou, Nonnie May "Nancy" Stewart Worthington Leedsovou. Jeho nevěsta, jednou rozvedená a jednou ovdovělá žena z lidu nejméně o deset let starší než on však byla královskou rodinou uznána za dynastickou Kryštofovu manželku (v době jejich zasnoubení a sňatku žila královská rodina skromně v exilu a navíc byl Kryštof poslední v následnictví řeckého trůnu, takže by jejich děti neohrozily nástupnická práva ostatních členů rodiny). Její jmění, odhadované na desítky milionů dolarů, které zdědila po svém druhém manželovi, milionáři, podstatně usnadnilo vyhnanství řecké královské rodiny během 20. let 20. století. Svatba následovala po šestiletém zasnoubení, zatímco exilový královský dvůr vyjednával podmínky o manželství.
Krátce po jejich sňatku byla Nancy, která přijala jméno Anastázie, diagnostikována rakovina a 29. srpna 1923 v Londýně zemřela, aniž dala princ potomky. Princ Kryštof však měl nevlastního syna, Williama Batemana Leedse mladšího (1902–1971), který se v roce 1921 oženil s Xenií Georgievnou Ruskou, dcerou Kryštofovy starší sestry Marie.

## Druhé manželství
Princ Kryštof se později znovu oženil; jeho druhou manželkou se stala o čtrnáct let mladší princezna Františka Orleánská.
Františka byla dcerou Jana Orleánského, vévody z Guise, orleánistického pretendenta francouzského trůnu, a jeho manželky a sestřenice Isabely Orleánské. Isabela byla dcerou Filipa Pařížského a jeho manželky a sestřenice Marie Isabely Orleánské.
Pár byl oddán v roce 1929 v italském Palermu; občanský sňatek proběhl 10. února a náboženský 11. února. Deset let byli manželé bezdětní, pak se jim v roce 1939 krátce před Kryštofovou smrtí narodil syn Michael.
Princ Kryštof zemřel 21. ledna 1940 ve věku 51 let v Athénách.

## Princ Kryštof o Anně Andersonové
V roce 1927 princ Kryštof navštívil dům Williama a Xenie Leedsových (nevlastní syn a neteř) na Long Islandu. Xenie se zajímala o podivnou ženu Annu Andersonovou, která tvrdila, že je ruskou velkokněžnou Anastázií Nikolajevnou, nejmladší dcerou posledního ruského cara Mikuláše II.
Jak vysvětlil princ Kryštof, "jejímu příběhu, jakkoli fantastický byl, tehdy mnozí věřili - a stále věří - mezi nimi jeden nebo dva členové císařské rodiny". Pokračoval: "desítky lidí, kteří znali velkokněžnu Anastázii, byly přivedeny k dívce v naději, že by ji mohly identifikovat, ale nikdo z nich nemohl dojít k žádnému definitivnímu závěru". Princ Kryštof ji popsal takto: "Nebyla schopná používat ruštinu, kterou velkokněžna Anastázie, stejně jako všechny carovy děti, mluvila plynně - a mluvila pouze německy".
Vyprávění o Anně shrnul: "Ubohá dívka byla žalostnou postavou ve své osamělosti a špatném zdravotním stavu a bylo pochopitelné, že mnoho lidí kolem ní nechalo své sympatie ovládnout jejich logiku... Nedokázala rozpoznat lidi, které velkokněžna Anastázie důvěrně znala, a její popis místností v různých palácích a dalších scén známých komukoli z císařské rodiny byly často nepřesné".

## Princ Kryštof o monarchii
Princ Kryštof zaznamenal své myšlenky na monarchii a ty, kteří o ni usilují: "Nic pod sluncem by mě nepřimělo přijmout království. Koruna je příliš těžká věc, než aby se dala brát na lehkou váhu. Musí ji nosit ti, kteří se k tomuto osudu zrodili, ale že by měl každý člověk dobrovolně převzít zodpovědnost, aniž by k tomu byl omezen povinností, míjí mé chápání."

## Vývod z předků
|                        |                                                               |  |                |                                         |  |  |  |  |  |  |  | Fridrich Karel Ludvík Šlesvicko-Holštýnsko-Sonderbursko-Beckský |
|                        |                                                               |  |                |                                         |  |  |  |  |  |  |  |                                                                 |
|                        | Fridrich Vilém Šlesvicko-Holštýnsko-Sonderbursko-Glücksburský |  |                |                                         |  |  |  |  |  |  |  |                                                                 |
|                        |                                                               |  |                |                                         |  |  |  |  |  |  |  |                                                                 |
|                        |                                                               |  |                | Frederika Schliebenská                  |  |  |  |  |  |  |  |                                                                 |
|                        |                                                               |  |                |                                         |  |  |  |  |  |  |  |                                                                 |
|                        | Kristián IX. Dánský                                           |  |                |                                         |  |  |  |  |  |  |  |                                                                 |
|                        |                                                               |  |                |                                         |  |  |  |  |  |  |  |                                                                 |
|                        |                                                               |  |                | Karel Hesensko-Kasselský                |  |  |  |  |  |  |  |                                                                 |
|                        |                                                               |  |                |                                         |  |  |  |  |  |  |  |                                                                 |
|                        | Luisa Karolina Hesensko-Kasselská                             |  |                |                                         |  |  |  |  |  |  |  |                                                                 |
|                        |                                                               |  |                |                                         |  |  |  |  |  |  |  |                                                                 |
|                        |                                                               |  |                | Luisa Dánská a Norská                   |  |  |  |  |  |  |  |                                                                 |
|                        |                                                               |  |                |                                         |  |  |  |  |  |  |  |                                                                 |
|                        | Jiří I. Řecký                                                 |  |                |                                         |  |  |  |  |  |  |  |                                                                 |
|                        |                                                               |  |                |                                         |  |  |  |  |  |  |  |                                                                 |
|                        |                                                               |  |                | Fridrich Hesensko-Kasselský             |  |  |  |  |  |  |  |                                                                 |
|                        |                                                               |  |                |                                         |  |  |  |  |  |  |  |                                                                 |
|                        | Vilém Hesensko-Kasselský                                      |  |                |                                         |  |  |  |  |  |  |  |                                                                 |
|                        |                                                               |  |                |                                         |  |  |  |  |  |  |  |                                                                 |
|                        |                                                               |  |                | Karolina Nasavsko-Usingenská            |  |  |  |  |  |  |  |                                                                 |
|                        |                                                               |  |                |                                         |  |  |  |  |  |  |  |                                                                 |
|                        | Luisa Hesensko-Kasselská                                      |  |                |                                         |  |  |  |  |  |  |  |                                                                 |
|                        |                                                               |  |                |                                         |  |  |  |  |  |  |  |                                                                 |
|                        |                                                               |  |                | Frederik Dánský                         |  |  |  |  |  |  |  |                                                                 |
|                        |                                                               |  |                |                                         |  |  |  |  |  |  |  |                                                                 |
|                        | Luisa Šarlota Dánská                                          |  |                |                                         |  |  |  |  |  |  |  |                                                                 |
|                        |                                                               |  |                |                                         |  |  |  |  |  |  |  |                                                                 |
|                        |                                                               |  |                | Žofie Frederika Meklenbursko-Zvěřínská  |  |  |  |  |  |  |  |                                                                 |
|                        |                                                               |  |                |                                         |  |  |  |  |  |  |  |                                                                 |
| Kryštof Řecký a Dánský |                                                               |  |                |                                         |  |  |  |  |  |  |  |                                                                 |
|                        |                                                               |  |                |                                         |  |  |  |  |  |  |  |                                                                 |
|                        |                                                               |  | Pavel I. Ruský |                                         |  |  |  |  |  |  |  |                                                                 |
|                        |                                                               |  |                |                                         |  |  |  |  |  |  |  |                                                                 |
|                        | Mikuláš I. Pavlovič                                           |  |                |                                         |  |  |  |  |  |  |  |                                                                 |
|                        |                                                               |  |                |                                         |  |  |  |  |  |  |  |                                                                 |
|                        |                                                               |  |                | Žofie Dorota Württemberská              |  |  |  |  |  |  |  |                                                                 |
|                        |                                                               |  |                |                                         |  |  |  |  |  |  |  |                                                                 |
|                        | Konstantin Nikolajevič Ruský                                  |  |                |                                         |  |  |  |  |  |  |  |                                                                 |
|                        |                                                               |  |                |                                         |  |  |  |  |  |  |  |                                                                 |
|                        |                                                               |  |                | Fridrich Vilém III.                     |  |  |  |  |  |  |  |                                                                 |
|                        |                                                               |  |                |                                         |  |  |  |  |  |  |  |                                                                 |
|                        | Šarlota Pruská                                                |  |                |                                         |  |  |  |  |  |  |  |                                                                 |
|                        |                                                               |  |                |                                         |  |  |  |  |  |  |  |                                                                 |
|                        |                                                               |  |                | Luisa Meklenbursko-Střelická            |  |  |  |  |  |  |  |                                                                 |
|                        |                                                               |  |                |                                         |  |  |  |  |  |  |  |                                                                 |
|                        | Olga Konstantinovna Romanovová                                |  |                |                                         |  |  |  |  |  |  |  |                                                                 |
|                        |                                                               |  |                |                                         |  |  |  |  |  |  |  |                                                                 |
|                        |                                                               |  |                | Fridrich Sasko-Altenburský              |  |  |  |  |  |  |  |                                                                 |
|                        |                                                               |  |                |                                         |  |  |  |  |  |  |  |                                                                 |
|                        | Josef Sasko-Altenburský                                       |  |                |                                         |  |  |  |  |  |  |  |                                                                 |
|                        |                                                               |  |                |                                         |  |  |  |  |  |  |  |                                                                 |
|                        |                                                               |  |                | Šarlota Georgina Meklenbursko-Střelická |  |  |  |  |  |  |  |                                                                 |
|                        |                                                               |  |                |                                         |  |  |  |  |  |  |  |                                                                 |
|                        | Alexandra Sasko-Altenburská                                   |  |                |                                         |  |  |  |  |  |  |  |                                                                 |
|                        |                                                               |  |                |                                         |  |  |  |  |  |  |  |                                                                 |
|                        |                                                               |  |                | Ludvík Württemberský                    |  |  |  |  |  |  |  |                                                                 |
|                        |                                                               |  |                |                                         |  |  |  |  |  |  |  |                                                                 |
|                        | Amálie Württemberská                                          |  |                |                                         |  |  |  |  |  |  |  |                                                                 |
|                        |                                                               |  |                |                                         |  |  |  |  |  |  |  |                                                                 |
|                        |                                                               |  |                | Henrietta Nasavsko-Weilburská           |  |  |  |  |  |  |  |                                                                 |
|                        |                                                               |  |                |                                         |  |  |  |  |  |  |  |                                                                 |